# Idsjön, Gästrikland
Idsjön är en sjö i Sandvikens kommun i Gästrikland och ingår i Gavleåns huvudavrinningsområde. Sjön är 6,6 meter djup, har en yta på 0,295 kvadratkilometer och är belägen 132,1 meter över havet.

## Delavrinningsområde
Idsjön ingår i det delavrinningsområde (672452-153677) som SMHI kallar för Utloppet av Fäbodsjön. Medelhöjden är 134 meter över havet och ytan är 7,71 kvadratkilometer. Räknas de 10 avrinningsområdena uppströms in blir den ackumulerade arean 80,39 kvadratkilometer. Storån som avvattnar avrinningsområdet har biflödesordning 3, vilket innebär att vattnet flödar genom totalt 3 vattendrag innan det når havet efter 56 kilometer. Avrinningsområdet består mestadels av skog (77 procent). Avrinningsområdet har 0,74 kvadratkilometer vattenytor vilket ger det en sjöprocent på 9,6 procent.